# Combronde
Combronde é uma comuna francesa na região administrativa de Auvérnia-Ródano-Alpes, no departamento Puy-de-Dôme. Estende-se por uma área de 18,07 km². Em 2010 a comuna tinha 2 233 habitantes (densidade: 123,6 hab./km²).